# Jopen Lentebier
Jopen Lentebier is een Nederlands bier van Brouwerij Jopen uit Haarlem. Het wordt gebrouwen sinds 2003 en is een seizoensbier dat verkrijgbaar is in de lente. Het bier werd in 2017 in de categorie blond-/meibock beoordeeld met goud tijdens de Dutch Beer Challenge.